# راي كينيدي (مغني)
راي كينيدي (بالإنجليزية: Ray Kennedy)‏ هو مغني ومنتج أسطوانات ومغن مؤلف أمريكي، ولد في 13 مايو 1954.

## وصلات خارجية
- الموقع الرسمي
- راي كينيدي على موقع ميوزك برينز (الإنجليزية)
- راي كينيدي على موقع أول ميوزيك (الإنجليزية)
- راي كينيدي على موقع ديسكوغز (الإنجليزية)